# 11151 Oodaigahara
11151 Oodaigahara (1997 YZ2) là một tiểu hành tinh vành đai chính được phát hiện ngày 24 tháng 12 năm 1997 bởi T. Kobayashi ở Oizumi.